# Catarina de Borgonha
Catarina de Borgonha (em francês:  Catherine de Bourgogne; Montbard, abril de 1378 — Grey-sur-Saône, 24 de janeiro de 1425) foi duquesa consorte da Áustria Anterior pelo seu casamento com Leopoldo IV, Duque da Áustria.

## Família
Catarina foi a segunda filha e quinta criança nascida do duque Filipe II da Borgonha e da condessa Margarida III da Flandres. Os seus avós paternos eram o rei João II de França e Bona de Luxemburgo. Os seus avós maternos eram o conde Luís II de Flandres e Margarida de Brabante.
Ela teve oito irmãos, que eram: João, Duque da Borgonha, marido de Margarida da Baviera; Carlos; Margarida, esposa de Guilherme II da Baviera; Luís; Bona, noiva do duque João I de Bourbon; Maria, esposa de Amadeu VIII, Duque de Saboia; o duque Antônio de Brabante, e o conde Filipe II de Nevers.

## Biografia
Em maio de 1392, foi assinado o contrato de casamento entre Catarina e o duque Leopoldo IV, em Dijon, na Borgonha. Como parte de seu dote, Catarina recebeu o condado de Ferrette.
Eles se casaram na cidade austríaca de Viena, no dia 15 de agosto de 1393, quando a noiva tinha quinze anos, e o noivo, cerca de vinte e dois anos. Leopoldo era filho de Leopoldo III, Duque da Áustria e de Viridis Visconti.
Catarina e Leopoldo foram casados por quase dezoito anos, até à morte do duque, em 3 de junho de 1411. Apesar disso, eles não tiveram filhos.
Com a morte do irmão, o seu sucessor, Frederico IV da Áustria, ocupou o condado de Ferrette, apesar das negociações de Catarina e de seu sobrinho, Filipe III de Borgonha.
Ela viveu principalmente em Alsácia, próximo à Borgonha.
Em alguma data anterior ao ano de 1419, ela casou-se com Maximiliano von Rappoltstein, como sua segunda esposa. Eles se divorciaram em 1412, e também não tiveram filhos.
Catarina faleceu em 24 de janeiro de 1425, aos 56 anos de idade, e foi enterrada no Mosteiro de Champmol, em Dijon.